# Rui Dolores
Rui Filipe Dolores Azevedo, plus couramment appelé Rui Dolores, est un footballeur portugais né le 2 mai 1978 à Santa Maria da Feira. Il évolue au poste de milieu offensif gauche.

## Biographie
Rui Dolores joue principalement en faveur du CD Feirense, du SC Beira-Mar et du Paços de Ferreira.
Au total, il dispute 151 matchs en première division portugaise et inscrit 7 buts dans ce championnat.
En janvier 2007, il signe pour 6 mois pour le club de Vitória Setubal. Il y joue 12 matchs et aide le club à se maintenir en Superliga, le club termine alors 14e. En fin de contrat, il s'engage alors à Chypre pour le club de Nea Salamina. Il joue régulièrement mais le club est mal classé en championnat, il est alors contacté par l'Alki Larnaca où il signe jusqu'à la fin de la saison.
À l'été 2008, il décide de revenir au Portugal et signe pour le Beira-Mar pour 2 saisons, en Liga Vitalis. Il revient dans un club qu'il avait quitté 3 ans et demi plus tôt. Malgré les ambitions du club d'Aveiro, la saison 2008-2009 est difficile, il est souvent remplaçant et Beira-Mar termine 12e. En fin de saison, il s'engage pour le FC Arouca, en II Divisão (D3). Il joue peu et s'engage à mi-saison pour São João de Ver, en III Divisão (D4), pour retrouver du temps de jeu.
En août 2010, il signe en II Divisão, dans le club de Boavista; il explique son choix par le fait qu'il rêvait de jouer dans un grand club.

## Palmarès
- Liga Vitalis (D2) :
  - Champion en 2005 (Paços de Ferreira)
  - Vice-champion en 2000 (Beira-Mar).

## Statistiques
À l'issue de la saison 2009-2010
- 151 matchs et 7 buts en 1re division portugaise
- 129 matchs et 13 buts en 2e division portugaise
- 23 matchs et 1 but en 1re division chypriote
- 10 matchs et 1 but en Ligue 2